# Тополине (Василівський район)
Топо́лине (з 1798 до 1978 — Шмальки) — село в Україні, у Василівському районі Запорізької області. Населення становить 661 осіб. Орган місцевого самоврядування — Орлянська сільська рада.

## Географія
Село Тополине знаходиться за 1,5 км від села Ульянівка та за 4 км від села Мала Білозерка. По селу протікає пересихаючий струмок з загатою. Поруч проходять автомобільна дорога Т 0817 та залізниця, станція Мала Білозерка за 3 км.

## Історія
- 1798 - дата заснування як села Шмальки.
- 9 лютого 1978 - постановою Верховної Ради УРСР перейменоване в село Тополине.

### Російське вторгнення в Україну (з 2022)
З 24 лютого 2022 року село знаходиться під тимчасовою окупацією російських військ.

## Населення

### Мова
Розподіл населення за рідною мовою за даними перепису 2001 року:
| Мова            | Кількість | Відсоток |
| --------------- | --------- | -------- |
| українська      | 621       | 93.95%   |
| російська       | 32        | 4.84%    |
| румунська       | 4         | 0.61%    |
| грецька         | 2         | 0.30%    |
| білоруська      | 1         | 0.15%    |
| інші/не вказали | 1         | 0.15%    |
| Усього          | 661       | 100%     |

## Об'єкти соціальної сфери
- Тополинська загальноосвітня школа I-IIІ ступенів

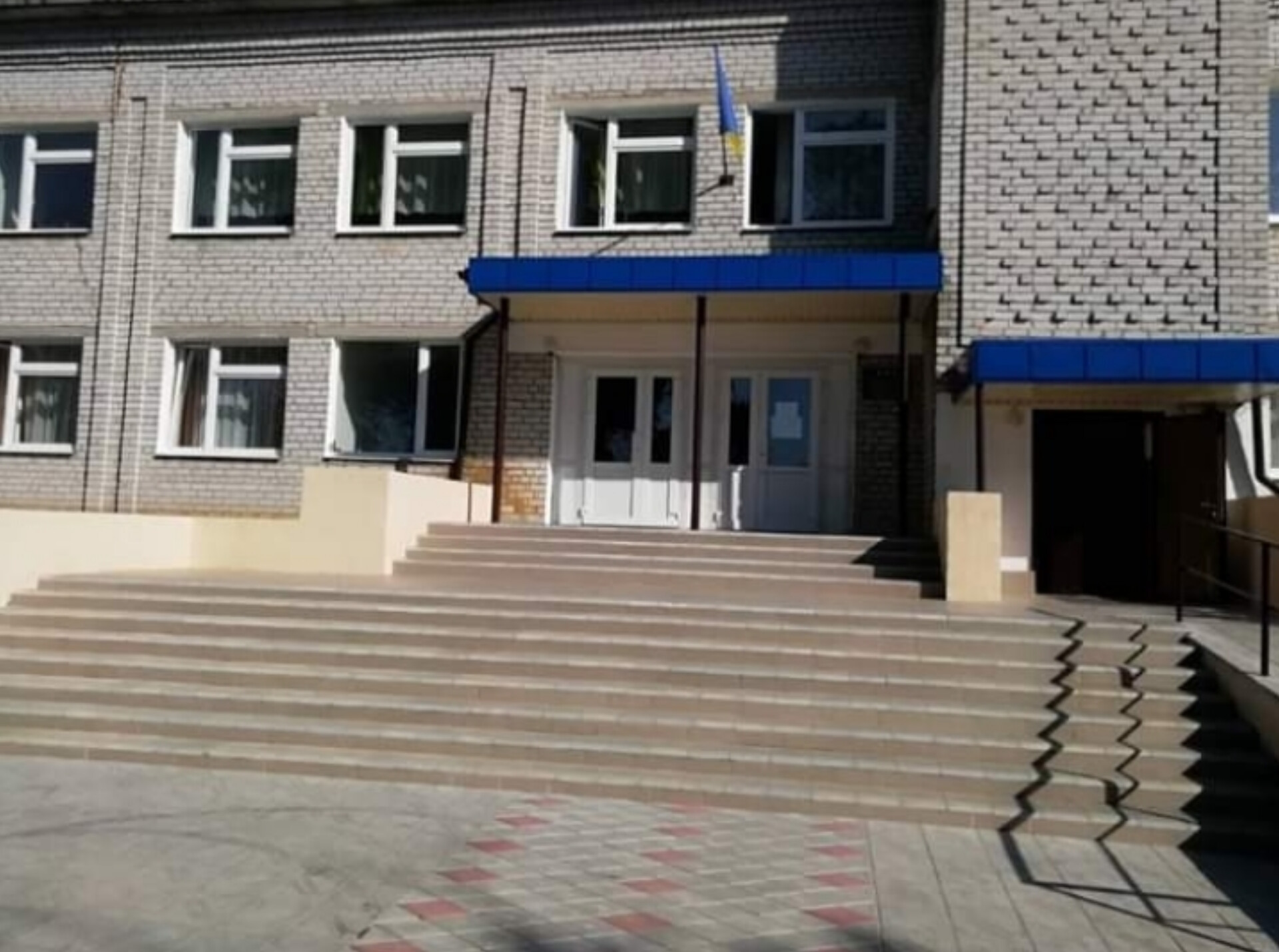